# Synodus

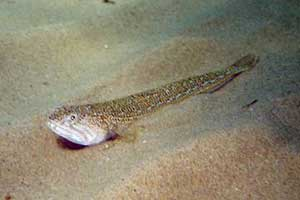
Synodus saurus

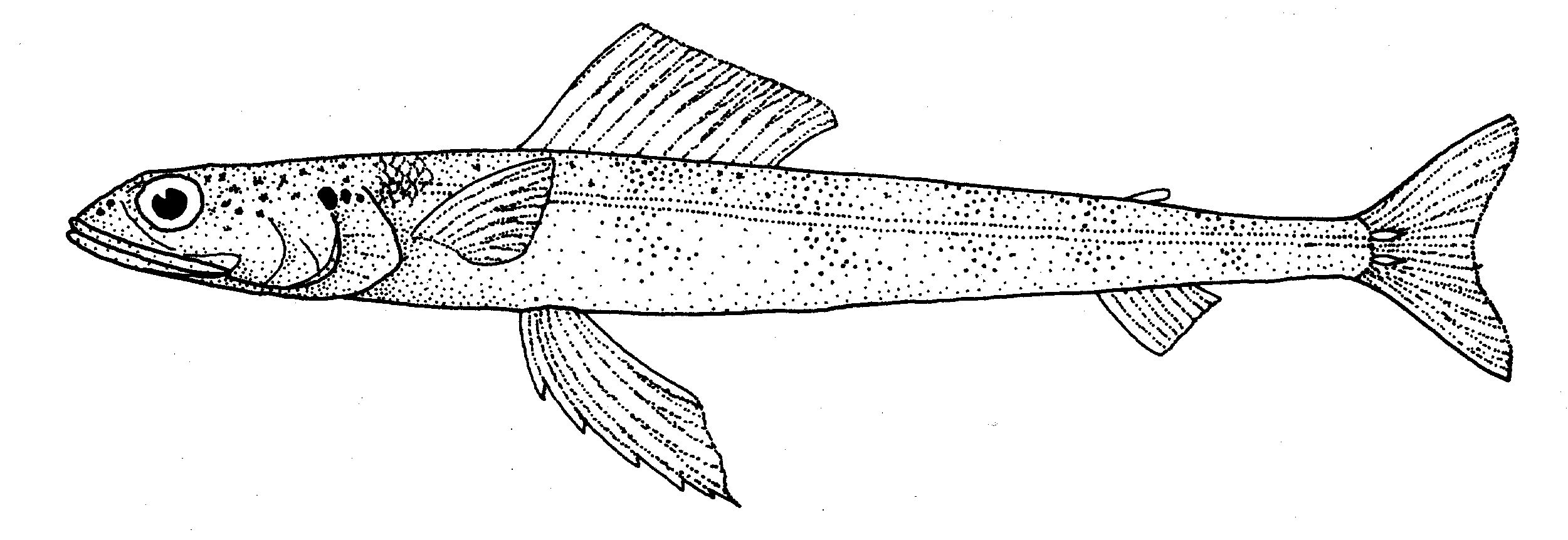
Synodus similis

Synodus és un gènere de peixos teleostis que pertany a la família dels sinodòntids.

## Particularitats
Són peixos que viuen als fons marins. El nom Synodus vol dir 'dents juntes'.

## Taxonomia
- Synodus amaranthus Waples & Randall, 1988
- Synodus binotatus Schultz, 1953
- Synodus capricornis Cressey & Randall, 1978
- Synodus dermatogenys Fowler, 1912
- Synodus doaki Russell & Cressey, 1979
- Synodus englemani Schultz, 1953
- Synodus evermanni Jordan & Bollman, 1890
- Synodus falcatus Waples & Randall, 1988
- Synodus foetens (Linnaeus, 1766)
- Synodus fuscus Tanaka, 1917
- Synodus gibbsi Cressey, 1981
- Synodus hoshinonis Tanaka, 1917
- Synodus indicus (Day, 1873)
- Synodus intermedius (Spix & Agassiz, 1829)
- Synodus jaculum Russell & Cressey, 1979
- Synodus janus Waples & Randall, 1988
- Synodus kaianus (Günther, 1880)
- Synodus lacertinus Gilbert, 1890
- Synodus lobeli Waples & Randall, 1988
- Synodus lucioceps (Ayres, 1855)
- Synodus macrocephalus Cressey, 1981
- Synodus macrops Tanaka, 1917
- Synodus marchenae Hildebrand, 1946
- Synodus oculeus Cressey, 1981
- Synodus poeyi Jordan, 1887
- Synodus randalli Cressey, 1981
- Synodus rubromarmoratus Russell & Cressey, 1979
- Synodus sageneus Waite, 1905
- Synodus saurus (Linnaeus, 1758)
- Synodus scituliceps Jordan & Gilbert, 1882
- Synodus sechurae Hildebrand, 1946
- Synodus similis McCulloch, 1921
- Synodus synodus (Linnaeus, 1758)
- Synodus tectus Cressey, 1981
- Synodus ulae Schultz, 1953
- Synodus usitatus Cressey, 1981
- Synodus variegatus (Lacepède, 1803)